# Ан-Наср (Салала)
Культурний і спортивний клуб «Ан-Наср» (араб. نادي النصر الرياضي و الثقافي و الاجتماعي) — оманський футбольний клуб, заснований 1970 року, що базується в місті Салала і виступає в Оманській професіональній лізі.

## Історія
«Ан-Наср» був створений в 1972 році на базі команди з пляжного футболу. Вперше клуб став чемпіоном країни в 1980 році, через рік повторивши свій успіх. В третій раз перемігши в національному чемпіонаті в 1989 році, команда взяла участь в Азійському Кубку чемпіонів 1990/91. «Ан-Наср» пройшов кваліфікацію, але зайняв останнє місце в групі з китайським «Ляоніном» і індонезійської «Пелітою Джаєю».
У 1995 році «Ан-Наср» вперше став володарем національного кубка, що дозволило йому виступити в Кубку володарів кубків Азії 1996/97. На цьому турнірі команда пройшла катарський «Аль-Іттіхад» за рахунок більшої кількості голів на чужому полі, але була розгромлена в чвертьфіналі саудівським «Аль-Хілялем» з рахунком 0:5.
У сезоні 1997/98 «Ан-Наср» знову став чемпіоном Оману, на десять очок випередивши найближчого переслідувача. На Арабському клубному кубку чемпіонів у 2000 році клуб не зміг подолати кваліфікаційний турнір, здобувши лише одну перемогу над катарським «Аль-Іттіхадом». У 2003 році в рамках того ж турніру «Аль-Наср» обіграв у першому матчі першого раунду йорданський «Аль-Фейсалі», але в матчі-відповіді був розгромлений в гостях з рахунком 1:4 і покинув турнір.
За підсумками Оманської ліги 2003/04 клуб вп'яте став чемпіоном країни, чому сприяло і зняття чотирьох очок з клубу «Маската», який відстав від «Ан-Насра» на один бал.
На Кубку Азії 2004 в Китаї збірну Оману представляли гравці «Ан-Насра»: захисник Набіль Ашур, півзахисник Фавзі Башир і нападник Хашим Салех.
В Кубку АФК 2006 «Ан-Наср» вигравши всі матчі в групі з індійським «Демпо» і туркменським «Мерва» поступився у чвертьфіналі бахрейнському «Аль-Мухарраку».
За підсумками чемпіонату 2010/11 «Ан-Наср» посів останнє місце і покинув Оманську лігу. На повернення назад команді знадобився рік, оскільки з першої ж спроби у сезоні 2011/12 вона зайняла 2 місце і відразу знову підвищилась у класі.

## Досягнення
- Чемпіон Оману (5): 1979/80, 1980/81, 1988/89, 1997/98, 2003/04
- Володар Кубка Оману (5): 1995/96, 2000/01, 2002/03, 2005/06, 2017/18
- Володар Кубка оманської ліги (1): 2015/16
- Володар Суперкубка Оману (1): 2018